# Nicolae Grigorescu
Nicolae Grigorescu (Pitaru, 5 de mayo de 1838-Câmpina, 21 de julio de 1907) fue un pintor rumano postimpresionista del siglo xix.